# Ruth Jacott
Ruth Jacott (Paramaribo, 2 de setembro de 1960) é uma cantora neerlandesa de origem surinamesa.
Jacott passou do teatro musical para a música pop em 1993, quando representou os Países Baixos no Festival Eurovisão da Canção 1993 com a canção "Vrede" ("Paz"). A canção era uma das favoritas para vencer aquela competição, mas terminou em sexto lugar. Desde então, até 2009, lançou dez álbuns em neerlandês, quatro dos quais chegaram ao top 10 holandês.

## Biografia

### Infância e juventude
Ruth Jacott nasceu em 2 de setembro de 1960 em Paramaribo, capital do Suriname. Logo após o seu nascimento, seus pais se separaram. Aos nove anos de idade, imigrou com com sua mãe e seu padrasto para os Países Baixos. Durante a sua adolescência média aos 17 anos, participou de um concurso de talentos, após o qual recebeu ofertas de emprego. Ela deixou o Conservatório de Hilversum e começou sua carreira com os Vips e orquestras como The Skymasters, VARA-Dans Orkest e Metropole Orkest.

### Início de carreira
Em 1988, Jacott venceu o Festival Kneistival realizado em Knokke-Heist, na Bélgica. Após seu sucesso, recebeu ofertas para trabalhar no teatro musical. Atuou em produções holandesas e alemãs, tais como Cats e A Night at the Cotton Club, excursionando pela Holanda, Bélgica, Alemanha e Suíça. Em 1989, Jacott recebeu o prêmio Zilveren Harp (Harpa de Prata). Um ano depois, com Hans Vermeulen, lançou a canção "Tegyo Makandra", em comemoração a um acidente de avião em Paramaribo, capital do Suriname. A dupla também lançou em 1992 por ocasião da queda do Voo El Al 1862 que ocorreu em Bijlmermeer, e se tornou um sucesso.

### Festival Eurovisão da Canção
Em 1993, ela foi convidada para representar os Países Baixos no Festival Eurovisão da Canção 1993. Em 25 de março daquele ano, ela apresentou-se em uma pré-seleção que foi feita em Amsterdã. Das seis músicas selecionadas a canção dela, "Vrede" (Paz) foi a escolhida. O festival foi realizado em 15 de maio em Millstreet, na Irlanda. A canção terminou em sexto lugar (entre 25 participantes), tendo recebido um total de 92 pontos.

## Discografia

### Álbuns
- Ruth Jacott (1993)- disco platina
- "Hou me vast (1994) - 2 discos de platina
- Geheim  - disco de disco de ouro
- "Hartslag" (1997)  - disco de platina
- Altijd dichtbij: De hitcollectie (1998)- compilação
- Vals verlangen (1999)
- Live in Carré (2000) (álbum ao vivo)
- Tastbaar (2002)
- Het beste van Ruth Jacott, compilação (2004)
- Passie (2009)

### Singles
- Teygo Makandra (1989)
- Teygo Makandra (1992)
- "Vrede (1993) Festival Eurovisão da Canção 1993
- Blijf bij== mij (1993)
- Onderweg naar morgen (1994) Música da telenovela Onderweg Naar Morgen
- Vrij met mij (1994)
- Buseruka (Lied voor Rwanda) / Ik kan echt zonder jou (1994)
- Ik hou zoveel van jou (Rad van fortuin) (1994)
- Zon voor de maan (1994)
- You've got a friend (1995)
- Ik ga door (1995)
- Kippevel' (1995)
- Hij gaat voor C! (1997)
- Hartslag (1997)
- Altijd dichtbij (1997)
- Liefde of lust (1997)
- Wat jij wil (1997)
- Het laatste moment (1998)
- Leun Op Mij (1999)
- Kop dicht en kus me(1999)
- Kruimeltje(1999)
- Waar ben je nou?(2000)
- Onderhuids (2002)
- 'Als je iets kan doen(2005)
- Jammer maar helaas (2009)
- Kom dans met mij (2009)